# Lista över kvinnliga nobelpristagare
Lista över kvinnliga nobelpristagare är en lista på kvinnor som har tilldelats Nobelpriset eller Sveriges riksbanks pris i ekonomisk vetenskap till Alfred Nobels minne (ekonomipriset). 

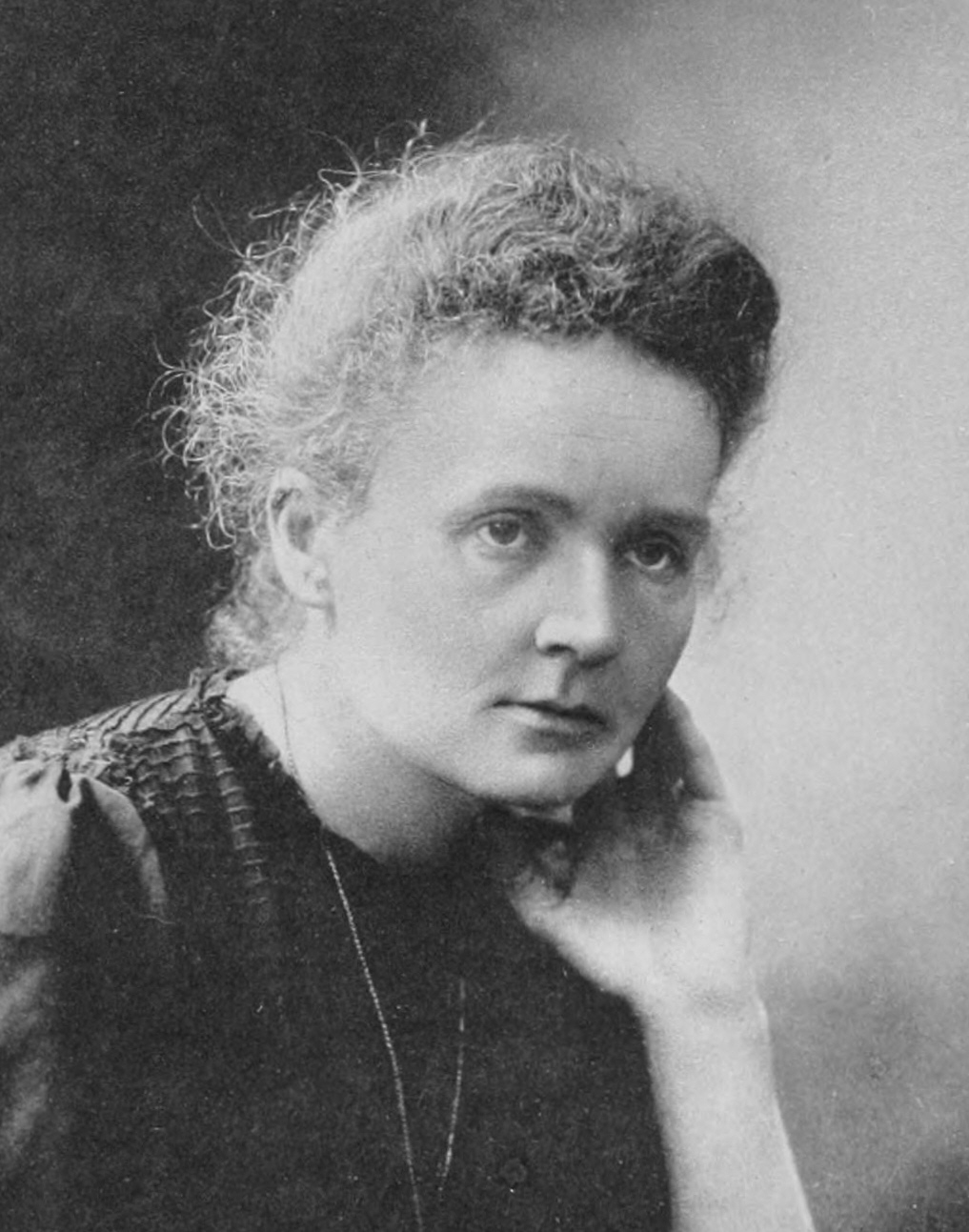
Marie Curie var den första kvinnan som tilldelades ett Nobelpris.

Den första kvinnan som fick ett Nobelpris var Marie Curie, som tilldelades Nobelpriset i fysik 1903 tillsammans med sin man, Pierre Curie och Henri Becquerel. Hon var också den första kvinnan som fick Nobelpriset i kemi år 1911.
64 kvinnor har till och med år 2023 tilldelats ett Nobelpris varav en, Marie Curie, har fått priset i både fysik och kemi. Som jämförelse har 960 män och 27 organisationer fått minst ett Nobelpris.

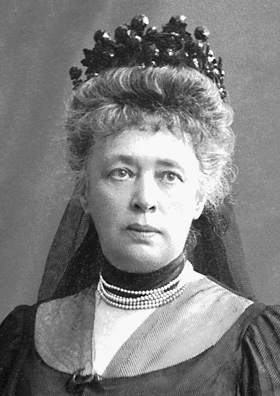
Bertha von Suttner var den första kvinnan som fick Nobels fredspris.

Nobels fredspris har tilldelats 18 kvinnor, varav Bertha von Suttner, som fick priset 1905, var den första och den andra kvinnan totalt som tilldelades ett Nobelpris. År 1976 delade två kvinnor, Betty Williams och  Mairead Corrigan, på fredspriset och 2011 delade tre kvinnor, Ellen Johnson Sirleaf, Leymah Gbowee och Tawakkul Karman, på priset.
Nobelpriset i litteratur har tilldelats 18 kvinnor varav Selma Lagerlöf, som fick priset 1909, var den första och den tredje kvinnan totalt som tilldelats ett Nobelpris.
13 kvinnor har tilldelats Nobelpriset i medicin varav Gerty Cori, som fick priset 1947, var den första.
Åtta kvinnor har tilldelats Nobelpriset i kemi, varav Marie Curie var den första. År 2020 delade två kvinnor, Emmanuelle Charpentier och Jennifer Doudna, på kemipriset.
Fem kvinnor har tilldelats Nobelpriset i fysik, varav Marie Curie var den första.
Tre kvinnor, Elinor Ostrom (2009), Esther Duflo (2019) och Claudia Goldin (2023) har tilldelats Sveriges riksbanks pris i ekonomisk vetenskap till Alfred Nobels minne.
År 2009 delades fem Nobelpris i fyra kategorier ut till kvinnor. Det är det högsta antalet som har delats ut ett enskilt år. År 2018 och 2023 fick fyra kvinnor ett Nobelpris i var sin kategori och 2020 fick fyra kvinnor pris i tre kategorier. 
De senaste kvinnorna som har fått ett Nobelpris är Katalin Karikó som fick pris i medicin 2023, Anne L'Huillier som prisades i fysik, Claudia Goldin som fick ekonomipriset samma år, samt  Narges Mohammadi som fick 2023 års fredspris.

## Pristagare
- 1903: Marie Curie (fysik)
- 1905: Bertha von Suttner (fredspriset)
- 1909: Selma Lagerlöf (litteratur)
- 1911: Marie Curie (kemi)
- 1926: Grazia Deledda (litteratur)
- 1928: Sigrid Undset (litteratur)
- 1935:  Irène Joliot-Curie (kemi)
- 1931: Jane Addams (fredspriset)
- 1938: Pearl S. Buck (litteratur)
- 1945: Gabriela Mistral (litteratur)
- 1946: Emily Greene Balch, (fredspriset)
- 1947: Gerty Cori (medicin)
- 1963:  Dorothy Crowfoot Hodgkin (kemi), Maria Goeppert-Mayer (fysik)
- 1966: Nelly Sachs (litteratur)
- 1976: Betty Williams (fredspriset), Mairead Corrigan (fredspriset)
- 1977: Rosalyn Yalow (medicin)
- 1979: Moder Teresa (fredspriset)
- 1982: Alva Myrdal (fredspriset)
- 1983: Barbara McClintock (medicin)
- 1986: Rita Levi-Montalcini (medicin)
- 1988: Gertrude B. Elion (medicin)
- 1991: Nadine Gordimer (litteratur), Aung San Suu Kyi (fredspriset)
- 1992: Rigoberta Menchú (fredspriset)
- 1993: Toni Morrison (litteratur)
- 1995: Christiane Nüsslein-Volhard (medicin)
- 1996: Wisława Szymborska (litteratur)
- 1997: Jody Williams (fredspriset)
- 2003: Shirin Ebadi (fredspriset)
- 2004: Linda Buck (medicin), Elfriede Jelinek (litteratur), Wangari Maathai (fredspriset)
- 2007: Doris Lessing (litteratur)
- 2008 Françoise Barré-Sinoussi (medicin)
- 2009: Ada Yonath (kemi), Elizabeth Blackburn (medicin), Carol Greider (medicin), Elinor Ostrom (ekonomi), Herta Müller (litteratur)
- 2011: Ellen Johnson Sirleaf (fredspriset), Leymah Gbowee (fredspriset), Tawakkul Karman (fredspriset)
- 2013: Alice Munro (litteratur)
- 2014: May-Britt Moser (medicin), Malala Yousafzai (fredspriset)
- 2015: Tu Youyou (medicin),  Svetlana Aleksijevitj (litteratur)
- 2018: Frances Arnold (kemi), Donna Strickland (fysik), Olga Tokarczuk (litteratur), Nadia Murad (fredspriset)
- 2019: Esther Duflo (ekonomi)
- 2020: Emmanuelle Charpentier (kemi), Jennifer Doudna (kemi), Andrea M. Ghez (fysik), Louise Glück (litteratur)
- 2021: Maria Ressa (fredspriset)
- 2022: Carolyn Bertozzi (kemi), Annie Ernaux (litteratur)
- 2023: Katalin Karikó (medicin), Anne L'Huillier (fysik), Claudia Goldin (ekonomi) och Narges Mohammadi (fredspriset)
- 2024: Han Kang (litteratur)